# Монастырский (остров, Днепр)
Монастырский остров (укр. Монастирський острів, ранее Комсомольський) — остров на Днепре в городе Днепр.
Часть острова относится к парку им. Шевченко. С городом остров соединяет канатная дорога (в центральной части острова, в настоящее время бездействует) и пешеходный мост (в северной части).
На территории острова находился днепропетровский зоопарк (по состоянию на 2017 г. — ликвидирован), а также аквариум пресноводных рыб и террариум. Также на правобережной стороне острова расположены несколько лодочных баз и стоянок для яхт. Северная оконечность острова возвышенная, есть скальные выходы. С южной стороны остров почти полностью покрыт песком, и представляет собой место для пляжного отдыха. Часть острова насыпана искусственным путём.
Вблизи пешеходного моста на гранитных скалах расположен искусственный водопад «Порог Ревущий» высотой 17 метров и шириной 20 метров.
Через Монастырский остров проходит Мерефо-Херсонский железнодорожный мост.
В 1958 году на острове установлен памятник Т. Г. Шевченко — один из самых больших на Украине.
Также имеется Памятный крест византийским монахам, водружённый в 1994 году.
В 1999 году на северной части острова построен православный храм Святого Николая.

## Название и история
С XVII в. остров назывался Монастырский, в XIX веке — Бураковский, Богомоловский, с 1926 по 2015 гг. — Комсомольский.
В 1880 году в труде епископа Феодосия «Материалы для историко-статистического описания Екатеринославской епархии» остров упоминается как самый северный пункт, куда дошёл в своей миссии Андрей Первозванный. Название «Монастырский» получил от якобы существовавшего византийского монастыря, основанного в IX веке.
Первое известное упоминание Монастырского острова в литературе — Гийом Левассер де Боплан, «Описание Украины», 1651. Уже он объяснил название острова от якобы существовавшего на нём в древности византийского монастыря.
По другому мнению, название «Монастырский» остров получил благодаря так называемым «уходам» — хозяйственным пунктам промысла появившихся в устье Самары около XVI в. Киевского Печерского и Трахтемировского монастырей.
24 ноября 2015 года распоряжением и. о. городского головы Днепропетровска острову возвращено историческое название Монастырский.
Среди горожан распространено старинное название острова — Монастырский. Согласно городской легенде в середине 90-х годов XX века власти города изменили советское название на историческое, однако это произошло лишь в 2015 году, а до этого в официальных документах города у Монастырского острова было только одно название — Комсомольский остров.

## Галерея

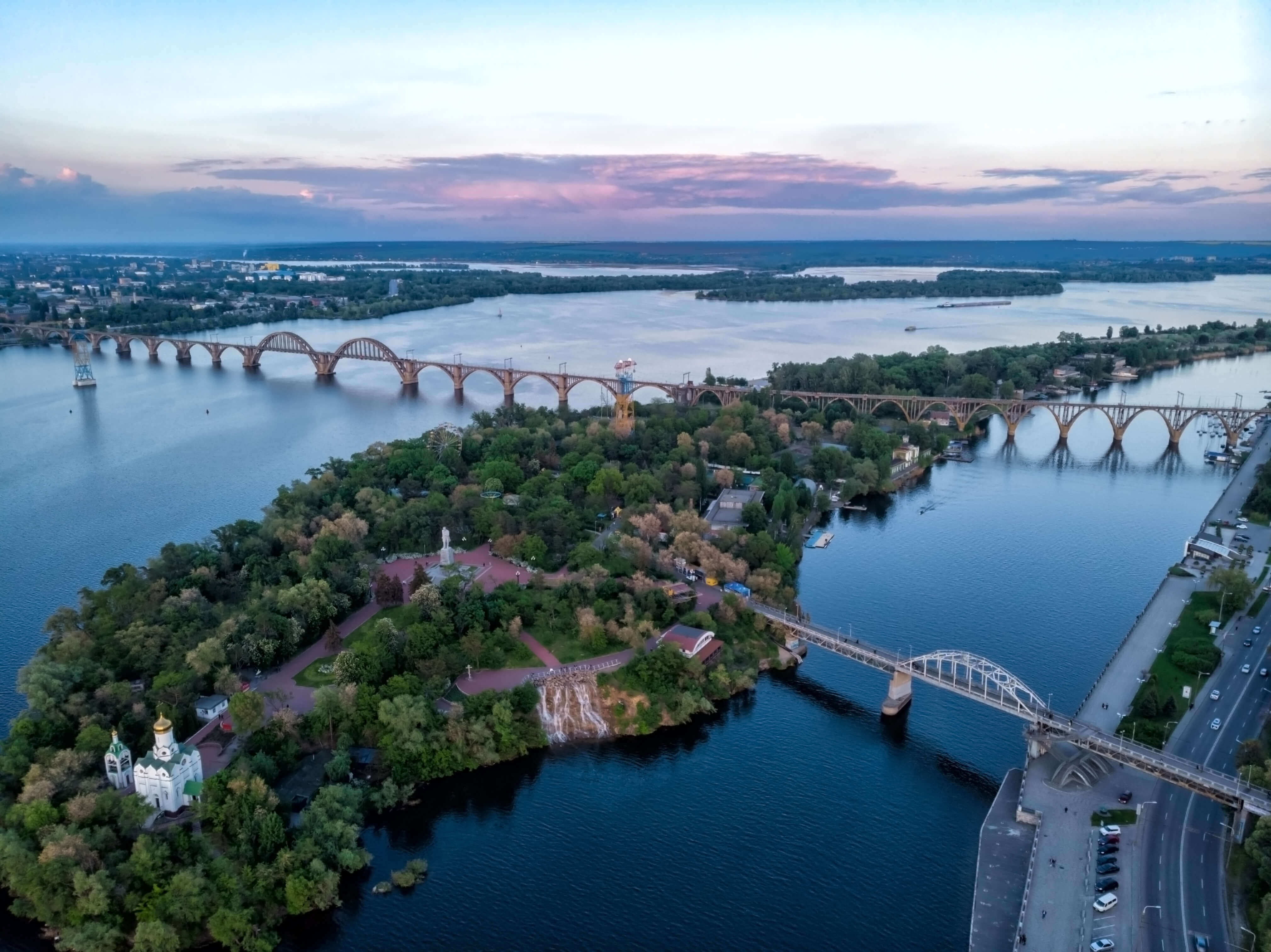
Вид с высоты на Монастырский остров
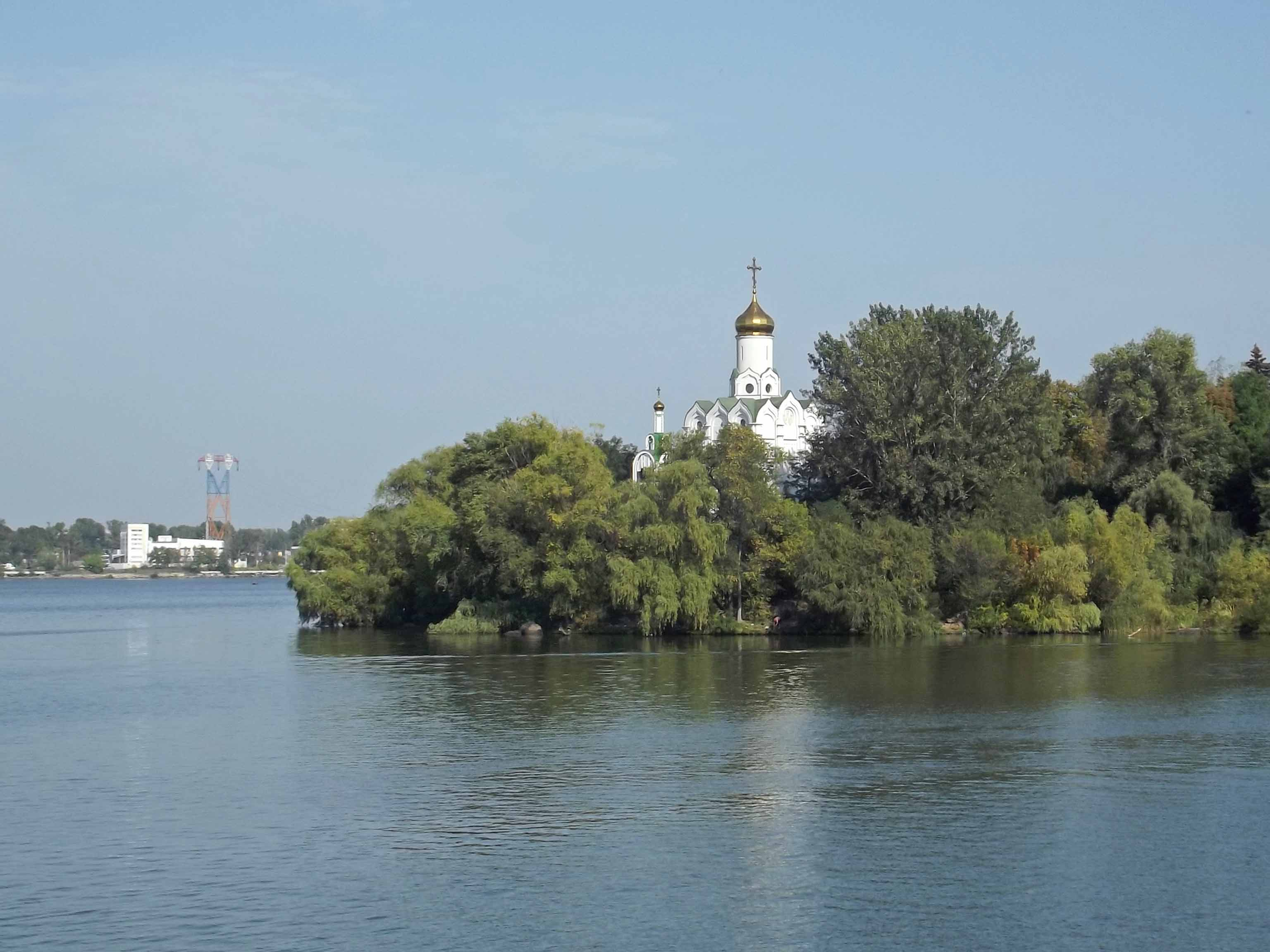
Вид на храм Святого Николая с Сичеславской набережной
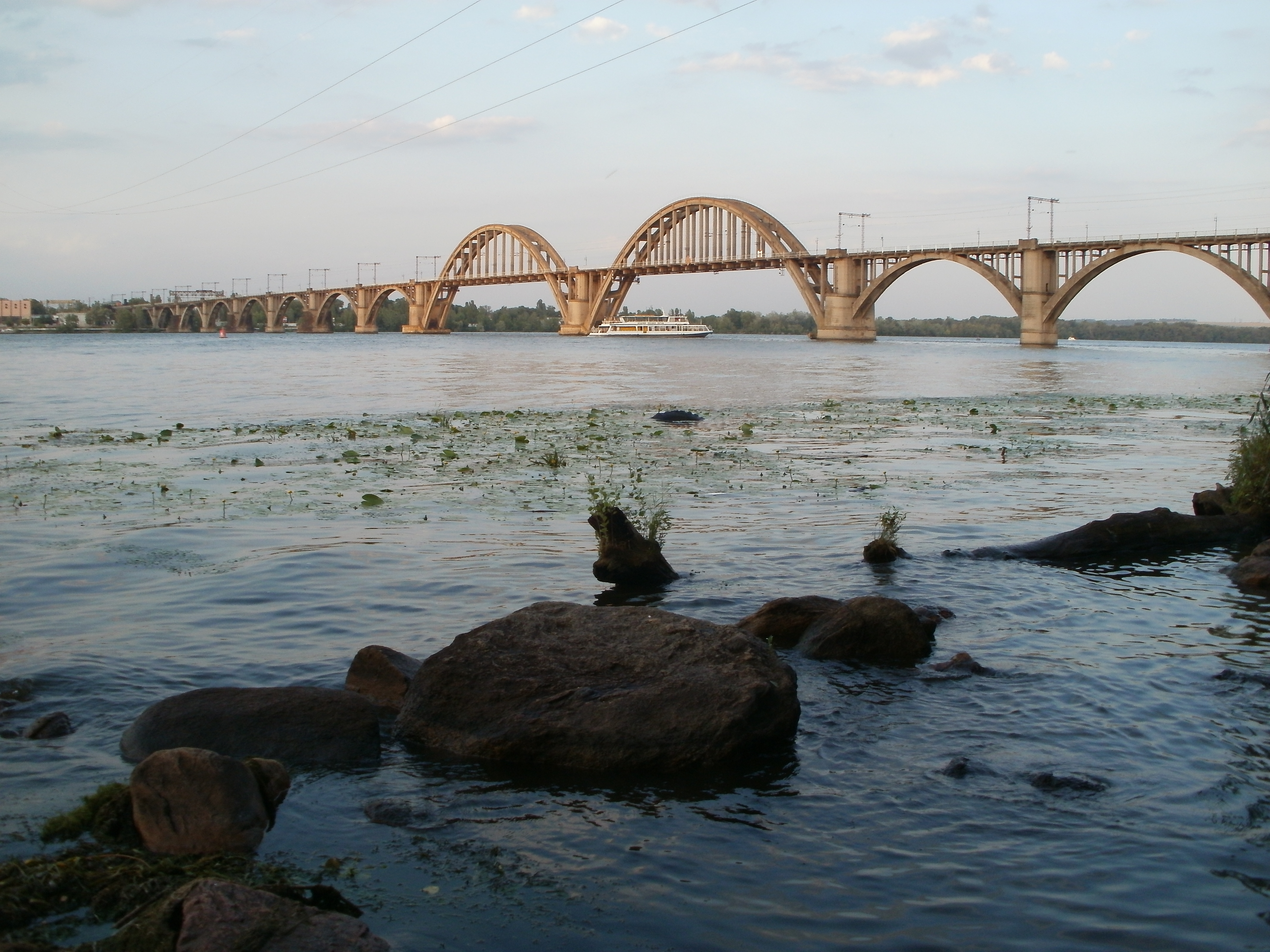
На северной стороне острова